# Chillicothe (Missouri)
Chillicothe – miasto w Stanach Zjednoczonych, w stanie Missouri, siedziba administracyjna hrabstwa Livingston.